# Blikk
Blikk – węgierski dziennik. Należy do gazet typu tabloid. Został założony w 1994 roku.